# آنجلیکا دانهاپت
آنجلیکا دانهاپت (انگلیسی: Angelika Dünhaupt؛ زادهٔ ۲۲ دسامبر ۱۹۴۶) لژسوار اهل آلمان است.
از باشگاه‌هایی که در آن بازی کرده‌است می‌توان به باشگاه فوتبال وولفسبورگ اشاره کرد.